# Eleições municipais na Espanha em 2011
As eleições municipais em algumas cidades da Espanha em 2011 foi realizada em 22 de maio de 2011 na Espanha.
Antes da eleição geral, a Espanha realizou uma eleição na Catalunha, em 28 de novembro de 2010. Da mesma forma, a Espanha terá eleições para 13 de suas 17 Regiões Autónomas (Astúrias, Cantábria, Navarra, Castela e Leão, La Rioja, Comunidade Valenciana, Comunidade de Madrid, Castela-La Mancha, região de Múrcia, Ilhas Canárias, Baleares, Aragão, Estremadura) e em duas cidades autónomas Ceuta e Melilla.
Também estão previstos para serem realizados eleições para:
- Vereadores para os municípios com 100 ou mais residentes.
- Alcaides para os municípios com menos de 100 residentes.
- Alcaides nas unidades territoriais inferiores a município.

Após a eleição, o Partido Socialista deve realizar uma primária para escolher o novo candidato que concorrerá na próxima eleição do parlamento da Espanha.

## Resultados
Estas eleições tiveram uma afluência de 66,23% dos eleitores recenseados. O PP venceu a eleição com mais de 10% a mais que o PSOE. O PP elegeu 25.457 vereadores, mais 2.100 que há quatro anos. O PP conseguiu 37,58% dos votos contra 27,81% dos votos obtidos pelos socialistas, que nas eleições anteriores de 2007 tinham ficado com 34,92% dos votos.
| Partido         | Votos     | Percentagem | Mandatos municipais | Alcaides |
| --------------- | --------- | ----------- | ------------------- | -------- |
| PP              | 8.467.889 | 37,54%      |                     |          |
| PSOE            | 6.269.264 | 27,79%      |                     |          |
| Izquierda Unida | 1.423.849 | 6,31%       |                     |          |

### Cidades com mais de 250.000 habitantes
A tabela a seguir contém os candidatos a prefeito e resultados dos municípios com mais de 250.000 habitantes. Os candidatos são ordenadas pelo número de votos obtidos nas eleições anteriores.
| Município e Prefeito | Município e Prefeito                                                     | Candidatos | Votos                                   | %                                       |
| -------------------- | ------------------------------------------------------------------------ | --- | --------------------------------------- | --------------------------------------- |
|                      | Madrid · 3.273.049 hab. · Alberto Ruiz-Gallardón Jiménez (PP) ·          | - PP: Alberto Ruiz-Gallardón Jiménez - PSOE: Jaime Lissavetzky Díez - IU: Ángel Pérez Martínez                                                                                         | 755.718 363.976 163.258                 | 49,70% 23,94% 10,74%                    |
|                      | Barcelona 1.619.337 hab. Jordi Hereu i Boher (PSC-PSOE)                  | - PSC-PM: Jordi Hereu i Boher - CiU: Xavier Trias i Vidal de Llobatera - PP: Alberto Fernández Díaz - ICV-EUiA: Ricard Gomà Carmona - Unitat per Barcelona: Jordi Portabella i Calvete | 133.942 173.865 104.208 62.868 33.537   | 22,14% 28,74% 17,23% 10,39% 5,54%       |
|                      | Valencia 809.267 hab. Rita Barberá Nolla (PP)                            | - PP: Rita Barberá Nolla - PSPV-PSOE: Joan Calabuig Rull | 208.727 86.440                          | 52,54 21,76%                            |
|                      | Sevilla 704.198 hab. Alfredo Sánchez Monteseirín (PSOE)                  | - PP: Juan Ignacio Zoido Álvarez - PSOE: Juan Espadas Cejas - IULV-CA: Antonio Rodrigo Torrijos                                                                                        | 165.741 99.126 24.051                   | 49,29% 29,48% 7,15%                     |
|                      | Zaragoza 675.121 hab. Juan Alberto Belloch Julbe (PSOE)                  | - PSOE: Juan Alberto Belloch Julbe - PP: Eloy Suárez Lamata - CHA: Juan Martín Expósito - PAR: Rosa Santos - IU: José Manuel Alonso Plaza                                              | 86.395 131.350 29.402 14.455 25.197     | 27,14% 41,26% 9,24% 4,54% 7,92%         |
|                      | Málaga 568.507 hab. Francisco de la Torre Prados (PP)                    | - PP: Francisco de la Torre Prados - PSOE: María Gámez Gámez - IUIULV-CA: Pedro Moreno Brenes                                                                                          | 123.655 57.245 25.354                   | 53,46% 24,75% 10,96%                    |
|                      | Murcia 441.345 hab. Miguel Ángel Cámara Botía (PP)                       | - PP: Miguel Ángel Cámara Botía - PSOE: Pedro López Hernández - IU: Esther Herguedas Aparicio                                                                                          | 123.052 39.489 15.812                   | 60,71% 19,48% 7,80%                     |
|                      | Palma 404.681 hab. Aina Calvo Sastre (PSOE)                              | - PP: Mateu Isern Estela - PSOE: Aina Calvo Sastre - PSM-IV-ExM: Antoni Verger Martínez - EUIB: Aina Comas Delgado - CxI: Miquel Munar Cardell                                         | 69.779 39.071 12.005 5.519 2.218        | 48,11% 26,94% 8,28% 3,80% 1,53%         |
|                      | Las Palmas de Gran Canaria 383.308 hab. Jerónimo Saavedra Acevedo (PSOE) | - PSOE: Jerónimo Saavedra Acevedo - PP: Juan José Cardona González - Compromiso por Gran Canaria: Nardy Barrios Curbelo                                                                | 36.082 67.854 10.948                    | 23% 43,26% 6,98%                        |
|                      | Bilbao 353.187 hab. Iñaki Azkuna Urreta (EAJ-PNV)                        | - EAJ-PNV: Iñaki Azkuna Urreta - PP: Cristina Ruiz Bujedo - PSE-EE: Txema Oleaga Zalbidea - EB-B: Jon Sustatxa Diaz - Aralar: Felipe Urkidi - Bildu: Txema Azkuenaga                   | 74.302 29.046 22.680 5.704 3.220 23.933 | 44,12% 17,25% 13,47% 3,39% 1,91% 14,21% |
|                      | Alicante 334.418 hab. Sonia Castedo Ramos (PP)                           | - PP: Sonia Castedo Ramos - PSPV-PSOE: Elena Martín Crevillén | 75.434 36.255                           | 52,14% 25,06%                           |
|                      | Córdoba 328.547 hab. Andrés Ocaña Rabadán (IULV-CA)                      | - PP: José Antonio Nieto Ballesteros - IULV-CA: Andrés Ocaña Rabadán - PSOE: Juan Pablo Durán Sánchez                                                                                  | 79.493 24.158 19.544                    | 48,80% 14,83% 12%                       |
|                      | Valladolid 315.522 hab. Francisco Javier León de la Riva (PP)            | - PP: Francisco Javier León de la Riva - PSOE: Óscar Puente Santiago - IU-LV: Manuel Saravia Madrigal                                                                                  | 83.923 45.053 17.547                    | 50,34% 27,03% 10,53%                    |
|                      | Vigo 297.124 hab Abel Caballero Álvarez (PSdeG-PSOE)                     | - PP: María Corina Porro Martínez - PSdeG-PSOE: Abel Caballero Álvarez - BNG: Santiago Domínguez Olveira                                                                               | 61.616 50.045 16.374                    | 42,39% 34,43% 11,26%                    |
|                      | Gijón 277.198 hab. Paz Fernández Felgueroso (PSOE)                       | - PSOE: Santiago Martínez Argüelles - PP: Pilar Fernández Pardo - IU-LV: Jorge Espina Díaz - Foro Asturias: Carmen Moriyón Entrialgo                                                   | 47.583 28.253 15.897 42.680             | 31,56% 18,74% 10,55% 28,31%             |
|                      | Hospitalet de Llobregat 258.642 hab. Núria Marín Martínez (PSC-PSOE)     | - PSC-PSOE: Núria Marín Martínez - PP: Juan Carlos del Río Pin - CiU: Meritxell Borràs i Solé - ICV-EUiA: Alfonso Salmerón Muñoz - ERC: Eduard Suárez                                  | 32.919 15.693 10.421 7.532 6.192        | 38,89% 18,54% 12,31% 8,90% 7,31%        |

### Cidades com mais de 100.000 habitantes
A tabela a seguir contém os candidatos a prefeito e resultados dos municípios com mais de 100.000 (não está em ordem alfabética).
| Município e Prefeito | Município e Prefeito                                              | Candidatos | Votos                            | %                                |
| -------------------- | ----------------------------------------------------------------- | --- | -------------------------------- | -------------------------------- |
|                      | Logroño 153.736 hab. Tomás Santos (PSOE)                          | |                                  |                                  |
|                      | Jaén 120.021 hab. Carmen Peñalver Pérez (PSOE)                    | - PSOE: Carmen Peñalver Pérez - PP: José Enrique Fdez de Moya - IU: Isabel Mateos Valero                                                      | 21.769 32.166 3.687              | 35,05% 51,78% 5,94%              |
|                      | Algeciras 116.209 hab. Tomás Herrera Hormigo (PSOE)               | - PP - PSOE: Tomás Herrera Hormigo | 22.463 8.104                     | 51,81 18,69%                     |
|                      | Albacete 170.475 hab. Carmen Oliver Jaquerro (PSOE)               | - PP: Carmen Bayod Guinalio - PSOE: Carmen Oliver Jaquero - IU: Victoria Delicado Useros                                                      | 46.383 29.556 5.561              | 52,13% 33,22% 6,25%              |
|                      | Alcalá de Henares 203.645 hab. Bartolomé González Jiménez (PP)    | - PP: Bartolomé González Jiménez - PSOE: Javier Rodríguez Palacios - IU: Pilar Fernández Herrador                                             | 35.640 27.936 8.509              | 40,67% 31,88% 9,71%              |
|                      | Almería 190.013 hab. Luis Rogelio Rodríguez-Comendador Pérez (PP) | - PP: Luis Rogelio Rodríguez-Comendador Pérez - PSOE: Juan Carlos Usero López - IU: Rafael Esteban Martínez                                   | 44.785 17.474 6.615              | 58,50% 22,82% 8,64%              |
|                      | Badajoz 148.334 hab. Miguel Ángel Celdrán Matute (PP)             | - PP: Miguel Ángel Celdrán Matute - PSOE: Celestino Vegas Jiménez - IU: Manuel Sosa Aparicio                                                  | 41.438 20.395 5.214              | 56,81% 27,96% 7,15%              |
|                      | Badalona 219.547 hab. Jordi Serra Isern (PSC)                     | - PSC: Jordi Serra Isern - CiU: Ferran Falcó Isern - PP: Xavier García Albiol - ICV-EUiA: Carles Sagués Baixeras - ERC: Miquel Estruch Traité | 21.778 10.091 26.890 7.184 2.976 | 27,06% 12,54% 33,42% 8,93% 3,70% |
|                      | Santa Cruz de Tenerife 222.417 hab. Miguel Zerolo Aguilar (CC)    | - CC: José Manuel Bermúdez Esparza - PP: Cristina Tavío Ascani - CSC: Guillermo Guigou - PSOE: Julio Pérez                                    | 24.523 25.406 4.810 13.965       | 27,37% 28,36% 5,37% 15,59%       |